# Torneo de Hamburgo 2013
El bet-at-home Open - German Tennis Championships 2013 es un torneo de tenis perteneciente a la ATP en la categoría de ATP World Tour 500. Se disputará desde el 15 al 21 de julio de 2013 sobre polvo de ladrillo en el Rothenbaum Tennis Center, en la ciudad de Hamburgo, Alemania.

## Cabezas de serie

### Individual
| Tenista             | Ranking | Preclasificado |
| Roger Federer       | 5       | 1              |
| Tommy Haas          | 11      | 2              |
| Nicolás Almagro     | 16      | 3              |
| Jerzy Janowicz      | 17      | 4              |
| Juan Mónaco         | 20      | 5              |
| Andreas Seppi       | 23      | 6              |
| Alexandr Dolgopolov | 24      | 7              |
| Jérémy Chardy       | 26      | 8              |
| Benoît Paire        | 27      | 9              |
| Tommy Robredo       | 28      | 10             |
| Feliciano López     | 30      | 11             |
| Fabio Fognini       | 31      | 12             |
| Mijaíl Yuzhny       | 32      | 13             |
| Fernando Verdasco   | 35      | 14             |
| Ernests Gulbis      | 36      | 15             |
| Martin Kližan       | 38      | 16             |

- Los cabezas de serie están basados en el ranking ATP del 8 de julio de 2013.

### Dobles
| Pareja                          | Ranking | Preclasificada |
| Marcel Granollers Marc López    | 7       | 1              |
| Alexander Peya Bruno Soares     | 15      | 2              |
| David Marrero Fernando Verdasco | 35      | 3              |
| Julian Knowle Marcelo Melo      | 45      | 4              |

- Los cabezas de serie están basados en el ranking ATP del 8 de julio de 2013.

## Campeones

### Individual Masculino
Fabio Fognini venció a  Federico Delbonis por 4-6, 7-6(10-8), 6-2

### Dobles Masculino
Mariusz Fyrstenberg /  Marcin Matkowski vencieron a  Alexander Peya /  Bruno Soares por 3-6, 6-1, [10-8]